# Gold Coast Blue Tongues
Gold Coast Blue Tongues je hokejový klub z Austrálie, který je bývalým účastníkem Australian Ice Hockey League, nejvyšší soutěže v zemi.

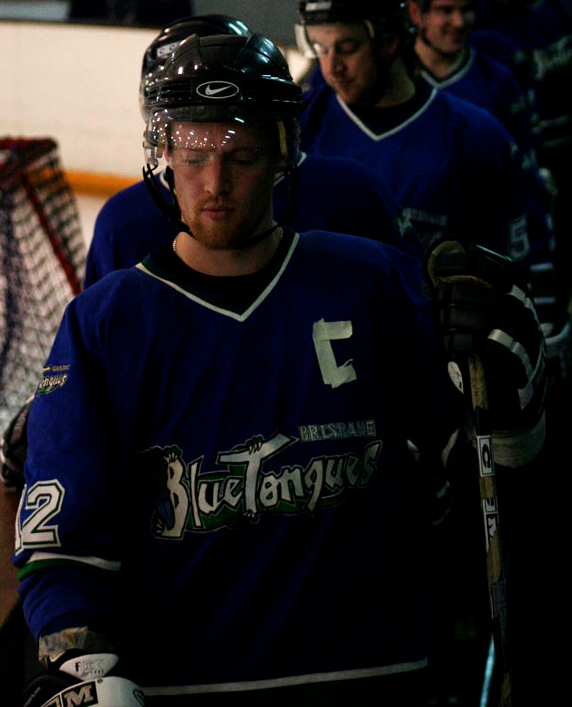
Finský hokejista Mark Rummukainen v dresu Blue Tongues

## Historie
Klub byl založen roku 2005 pod názvem Brisbane Blue Tongues, ale v roce 2008 se na přání sponzora přestěhoval do Bundallu, předměstí Gold Coast. Klubové barvy jsou modrá, bílá a zelená, název (doslova "modré jazyky") je odvozen od tilikvy žlutočerné (Tiliqua nigrolutea), ještěrky s jasně modrým jazykem, která je typická pro oblast jižního Queenslandu. Klub fungoval jako všichni účastníci Australské ligy ledního hokeje na poloprofesionální bázi, přesto za něj v minulosti kromě domácích hráčů nastupovali také hráči se zkušenostmi z NHL, jako Rob Zamuner, Tyrone Garner nebo Gaetan Royer. Za tým nastupoval také český brankář Milan Novosedlák. Největším historickým úspěchem Blue Tongues je čtvrté místo v roce 2008. Po skončení ligového ročníku 2012 bylo oznámeno, že klub nebude z důvodu nevyhovující domácí haly startovat v následujícím ročníku ligy, přestože formálně členem ligy zůstává. Představitelé klubu se snaží situaci řešit, nejspíše rekonstrukcí stávající haly, aby  klub mohl nastoupit do soutěže v dalších sezónách.

## Oficiální stránky
- http://www.bluetongues.com.au Archivováno 20. 2. 2011 na Wayback Machine.